# Baby Let Me Take You Home/Gonna Send You Back to Walker
Baby Let Me Take You Home/Gonna Send You Back to Walker è un singolo dei The Animals, pubblicato nel 1964.

## Tracce
Lato A
1. Baby Let Me Take You Home – 2:18 (Tradizionale)

Lato B
1. Gonna Send You Back to Walker – 2:19 (Jake Hammonds/Johnnie Mae Matthews)